# Gonario II de Lacon-Serra
Gonario II de Lacon-Serra (1090-1131) fue juez de Arborea.
Son muy escasas las noticias sobre él. Se casó con Leonor, hija de Comita I, con la cual alrededor de 1134 tuvo una hija también con el nombre de Leonor y un hijo llamado Constantino I, su sucesor.